# گلی‌ها

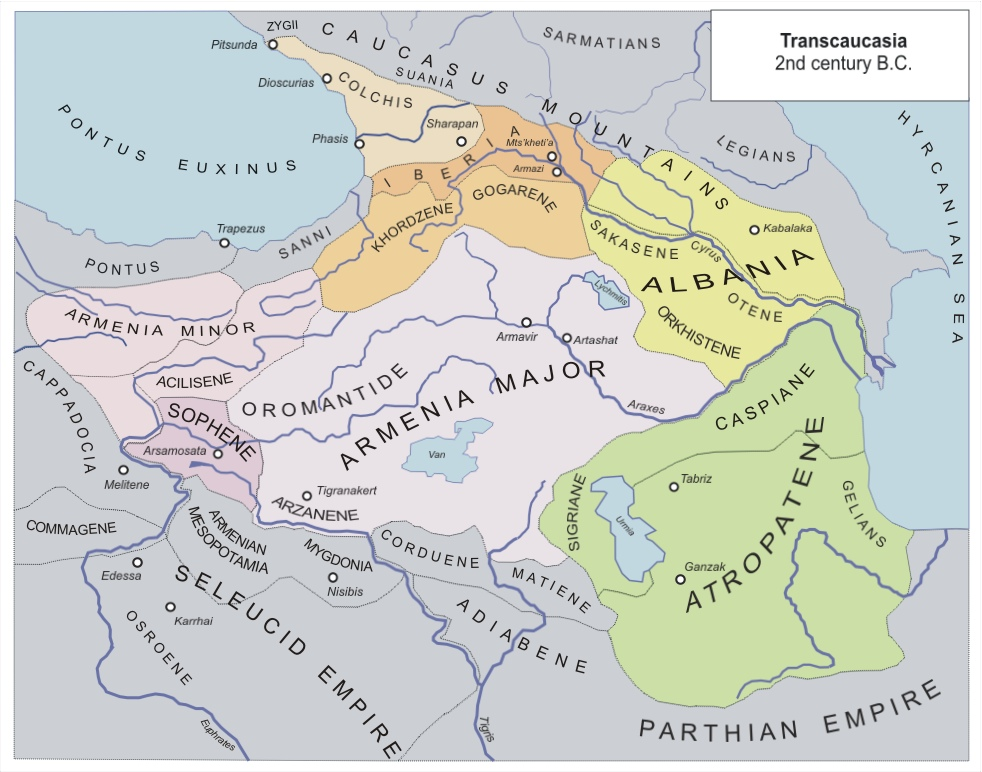
قفقاز در قرن دوم قبل از میلاد، گلی‌ها‌ها در قسمت شرقی آتورپاتکان مشخص شده‌اند.

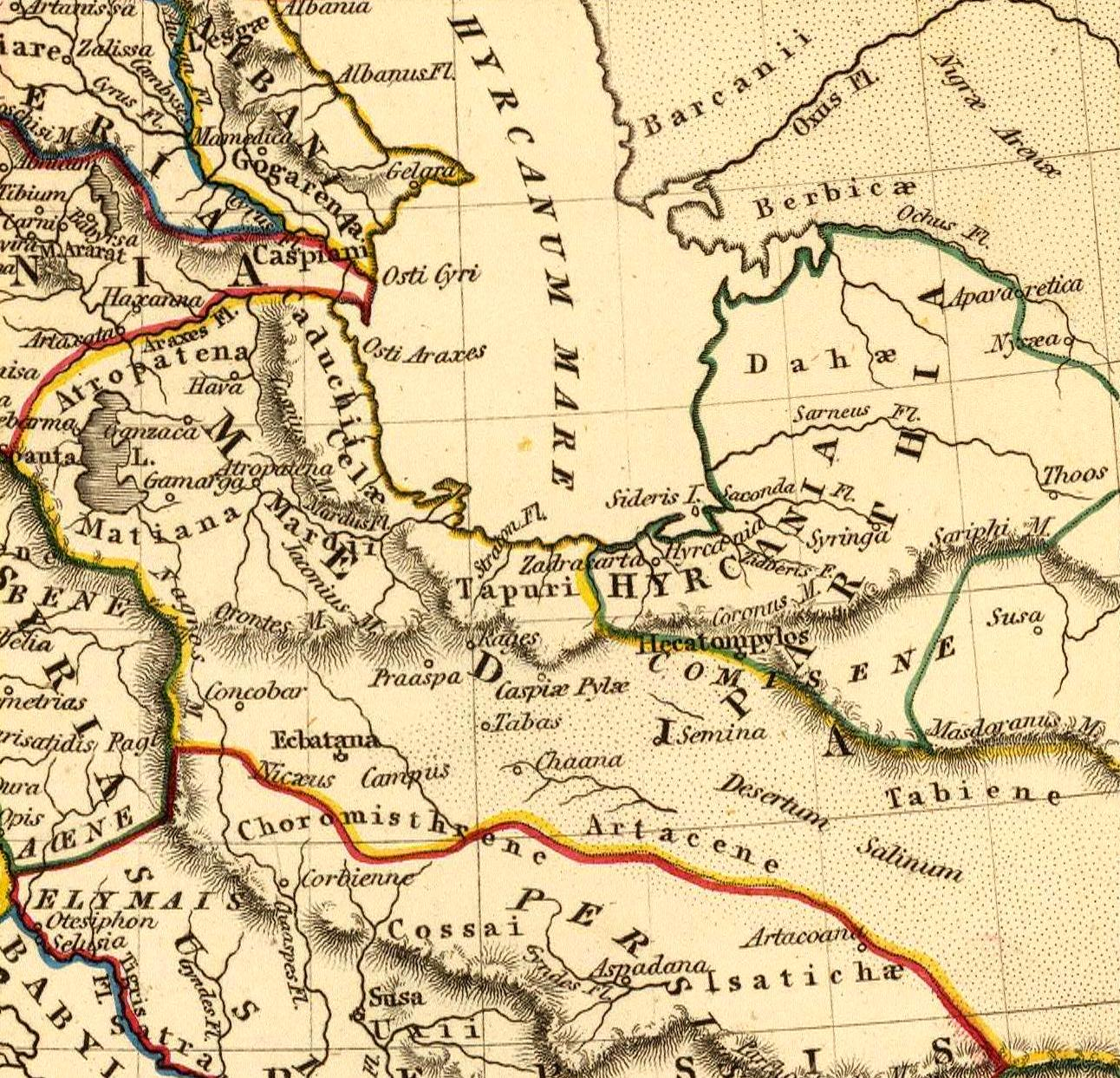
موقعیت گلی‌ها‌ها در قرن دوم قبل از میلاد، در غرب سپیدرود

گِلی‌ها (gelae) قومی باستانی ایرانی و سکایی‌تبار می‌باشد که در جنوب غربی ساحل دریای خزر سکونت داشتند .  به گزارش استرابون مورخ یونانی، اقوام گلی‌ها و لگی‌ها اقوامی سکایی‌تبار می‌باشند که در میان آمازون‌ها و آلبانیایی‌ها سکونت داشتند.

## گزارش منابع کلاسیک
به گزارش استرابون مورخ یونانی، اقوام گلی‌ها و لِگی‌ها اقوامی سکایی‌تبار می‌باشند که در میان آمازون‌ها و آلبانیایی‌ها سکونت داشتند.
استرابون مورخ یونانی در بیان ارتفاعات جنوب غربی دریای خزر می‌نویسد: این سوی این ارتفاعات در مسافت کوتاه آلبانیایی‌ها و ارمنی‌ها قرار دارند اما در بیشتر این ناحیه گلی‌ها‌ها(Gelae)، کادوسی‌ها(Cadusii)، آماردی‌ها(Amardi)، ویتی‌ها(Witii) و آناریاکه‌ها (Anariacae) زیست می‌کنند.
اگر آنطور که محتمل به نظر می‌رسد، این توصیف به‌طور دقیق توزیع این قبایل را از غرب به شرق نشان دهد، پس قوم گلی‌ها (Gelae) مستقیماً در شرق رودخانه ارس (Araxes)، در امتداد مرز ارمنستان زندگی می‌کردند.
استرابون در بیان ارتفاعات توروس می‌نویسد: چون از دریای هیرکانی عازم شرق شویم در دست راست رشته کوه‌هایی است که تا دریای هند ادامه دارد. این کوه‌ها را یونانیان توروس می‌نامند. از پامفلیه و کیلیکیه آغاز شده و به خط مستقیم و پیوسته از مغرب آغاز شده و تا دوردست ادامه دارد و اسامی گوناگون به خود می‌گیرد. در بخش نخستین شمالی این کوه‌ها پیش از همه گلای‌ها و کادوسیان و ماردی‌ها زندگی می‌کنند و همانگونه که گفتیم مردم هیرکانیه و بعد از آنان قبیله پارت‌ها و مارگیانی‌ها و آریان‌ها.
بطلمیوس در جغرافیا بطلمیوس (کتاب ششم) کادوسی‌ها و لگی‌ها‌ها را مشخص می‌کند و گلی‌ها‌ها را در شمال قرار می‌دهد. بطلمیوس در جغرافیا بطلمیوس (کتاب ششم) کادوسی‌ها و لگی‌ها‌ها را مشخص می‌کند و گلی‌ها‌ها را در شمال قرار می‌دهد. به گزارش بطلمیوس 
گلای‌ها در کنار اقوام کادوسی و دربیک‌ها در منطقه مارگیانا(غرب سپیدرود تا قفقاز) سکونت داشتند. بطلمیوس در در کتاب ۶، فصل ۲، بخش ۶ از جغرافیای خود که دربارهٔ سرزمین ماد هست می‌نویسد: کاسپی‌ها ساکن بخش غربی نزدیک به ارمنستان هستند که در سمت پایین آنها منطقه مارگیانا قرار دارد که شامل کادوسی‌ها، گلی‌ها (geli) و دربیک‌ها می‌شود که در کنار آنها، به سمت داخل، آماریاکه‌ها (amariacae) و آماردها قرار دارند. کردوئنه‌ها (carduchi) ساکن مناطقی هستند که در نزدیکی سرزمین کادوسی‌ها قرار دارند و مارونداها (marundae) در سمت دریاچه مارگیانا و سپس مارگاسی‌ها (margasi) که در زیر گلای‌ها قرار دارند، پس از این پروپاتنا (propatena) به سمت آماریاکه قرار دارند و سپس ساگارتی‌ها‌ به سمت شرق کوه‌های زاگرس قرار دارند ، پس از آن سرزمین قومس (choromithrena) تا پارت ادامه می‌یابد و در شمال آن الیمایس هست، از آنجا تا سرچمشه‌های رودخانه چرینداس (charindas) مناطقی هستند که تپوری‌ها (tapuri) ساکن هستند.
به گفته پلینی کندری‌ها (Candari)، آتسیانی‌ها (Attasini)، پرکیانی‌ها (Paricani)، سارانگایی‌ها (Sarangae)، ماروتیانی‌ها (Marotiani)، آروسی‌ها (Aorsi) و گلی‌ها‌ها (Gaeli) توسط نویسندگان یونانی کادوسی (Cadusii) نامیده می‌شدند.
سبئوس مورخ ارمنی قرن هفتم میلادی از قوم گِل (gel) به عنوان اقوام سکایی (scythians) یاد می‌کند که در ارتفاعات ماد ساکن هستند.

## نظریات امروزی
به نوشته دانشنامه ایرانیکا، به نظر می‌رسد گلی‌ها‌ها در قرن اول یا دوم قبل از میلاد، وارد منطقه جنوب ساحل خزر و غرب رودخانه آماردوس (بعدها سفیدرود) شده باشند. پلینی آن‌ها را با کادوسیان که قبلاً آنجا ساکن بودند یکی می‌پنداشت. به احتمال زیادتر آن‌ها مردمان جدایی بودند، که شاید از منطقه داغستان آمدند و جانشین کادوسیان شدند. نتیجتاً آن‌ها همچنین از رود آماردوس گذشتند، و به همراه دیلمیان جانشین آماردها شدند. همچون دیلمیان، از آن‌ها با عنوان سربازان کرایه‌ای شاهان ساسانی یاد شده‌است ولی به نظر نمی‌رسد تحت فرمانروایی مؤثر آنان درآمده باشند. گفته شده‌است که سلسله ساسانی‌تبار دبوئیان پیش از انتقال به تبرستان در گیلان ایجاد شده بود.
در دوره سلسله اشکانی ارمنستان در امتداد ساحل کاسپی (مصب رود کورا) توسط گلی‌ها‌های سکایی‌تبار (Gelae Scythian) احاطه شده‌است؛ به رومیان گفته شد که این افراد در شمال آلبانیا (احتمالا داغستان) زندگی می‌کردند، اما احتمالاً آنها قبلاً به خانه تاریخی خود در ساحل جنوب غربی گسترش یافته بودند. در ساحل اسکالبینا (Sacalbina)، در ارمنستان بطلمیوس، یک شهر گلی‌ها (Gelae) وجود داشت.
به اعتقاد واسیلی بارتلد گلای همان کادوسیان، یا بخشی از آنان بودند که جمعیت گیلان را تشکیل می‌دادند و نام خود را به گیلان دادند. 